# Författarverktyg
Ett författarverktyg är ett system har förprogrammerade element för att producera e-utbildningar, eller på engelska e-learning. Dessa verktyg är ofta utvecklade för ämneskunniga och är därför relativt enkla att använda. Utbildningsförfattare behöver till exempel inte ha djupa kunskaper i programmering, IT eller operativsystem.
Med ett sådant verktyg kan visuella utbildningar skapas som innehåller text, ljud, bild och film. Många verktyg tillhandahåller även möjligheten att producera kunskapstester och certifieringar.

## Exempel på författarverktyg
- Authorware från Macromedia
- Composer FX från Grade[3]
- eStudio från Xtractor[4]
- Toolbook från Asymetrix
- Learnify Author från Learnify[5]